# 아야사토 마요이
아야사토 마요이(일본어: 綾里真宵, 1999~)는 역전재판 시리즈에 등장하는 가공의 인물이다. 영어판에서의 이름은 마야 페이(영어: Maya Fey)이다. 성우는 일본에서 하나무라 사토미(『게임 『6』)/유우키 미도리(TV 애니메이션), 대한민국에서는 1기에서 김하영, 2기에서 강은애가 맡았다.

## 이름의 유래
```
마요이(真宵)는 제작자가 좋아하는 한자를 따서 지었다고 한다. 또 한자로 풀이해보면 '진실의 밤'이란 뜻을 가져서 역전재판 1-2 시나리오(역전자매)에 알맞은 이름이라고 한다. 영어이름의 
영어
:
 
Fey
는 마법이나 심령술에 관계있는 말로 
아서왕
이야기에 나오는 
영어
:
 
Morgan le Fey
에서 따왔다고 한다. 
영어
:
 
Maya
는 일명에서 따왔다 한다.
```

## 소개
17세로 <역전자매> 편에서 나루호도의 변호를 받고 무죄를 선고받았다. 그 뒤로 나루호도와 연이 이어진다. 엄청난 토노사맨 팬이다. 4,5편부터 등장을 못하였으나 6에서 등장이 확정되었다.

## 경력
2016.9.5~9: <역전자매> (1-2) 피고인
- 2017.6.19~22: <재회, 그리고 역전> (2-2) 피고인
- 2019.2.9: <화려한 역전> (3-5) 증인

## 관련인물
- 아야사토 치히로 - 친언니 (1989년 9월 5일 ~ 2016년 9월 5일) (향년 27세에 사망)
- 아야사토 마이코 - 마요이의 어머니
- 아야사토 키미코 - 마요이의 큰이모, 하루미의 어머니
- 나루호도 류이치 - 4번(1-2,2-2,2-4,3-5)이나 신세(변호)를 진 변호사,나루호도 법률 사무소의 소장
- 아야사토 하루미 - 사촌동생